# En una terra salvatge
En una terra salvatge (títol original en anglès In a Savage Land) és una pel·lícula australiana del 1999 ambientada a Nova Guinea just abans i durant la Segona Guerra Mundial. Va guanyar els ARIA Music Award a la millor banda sonora original. Ha estat doblada al català.

## Argument
La pel·lícula s'estrena a Adelaide abans de 1938, on Phillip Spence (Donovan) està llegint una classe de postgrau en antropologia. Ell espera ampliar el treball de Malinowski amb un estudi de camp de diversos anys d'una comunitat de les illes Trobriand, la cultura matrilineal de la qual fomenta el sexe prematrimonial. Necessita que la seva estudiant estrella Evelyn, que té un do per als idiomes, l'acompanyi i li demani que es casi amb ell, malgrat el seu enfocament esquerre, ella accepta. Van sentir a la ràdio la declaració de guerra amb Alemanya.
Arriben a l'illa, on els comerciants intercanvien quincalles (un orgue de boca, per exemple) per perles. Se'ls presenta a Mick Carpenter (Sewell), un bussejador en apnea que va a la caça de perles amb els nadius. Ell prediu que no es quedarà un any; ella aposta el rellotge del seu pare contra una de les seves perles al contrari.
Phillip té una discussió amb els comerciants, que s'estan beneficiant de la mala posició de negociació dels nadius; el comerciant es pregunta si espera una promoció acadèmica a partir de la seva recerca i quant paga als seus subjectes.
Evelyn té una baralla amb el reverend MacGregor (John Howard), que els demana que abandonin els seus rituals funeraris per ser enterrats al cementiri cristià, i vol que les dones es cobreixin els pits. Esdevé experta en l'idioma, i en conversar amb les dones s'assabenta del mite de la seva concepció: com que el sexe recreatiu és una forma de vida, no veuen l'embaràs com un resultat ocasional.
Té una discussió amb el seu marit; desestima les seves ambicions com a investigadora a causa de les seves credencials acadèmiques i la seva condició inferior com a estudiant. Li nega el permís per utilitzar la càmera, ja que "podria trencar-la". I li diu que deixi de parlar amb les dones, essent una desviació de la metodologia de recerca acceptada.
Ella sí que agafa la càmera i captura una parella copulant en una gruta amagada; torna la càmera al seu marit furiós; "Mira que no l'he trencat", fa mofa. Però la fotografia és robada i crea una crisi: resulta que la noia va ser promesa a un destacat membre de la tribu; ara no la vol. La noia salta a la seva mort des d'un cocoter alt; la forma tradicional de suïcidi. L'Evelyn es distreu, es veu com un impediment per a la feina del seu marit, i paga a Carpenter perquè la porti a una illa veïna per dur a terme la seva pròpia investigació entre els habitants de l'illa, una tribu patriarcal bel·ligerant que no li mostra cap respecte una vegada que Carpenter ha marxat. El seu marit passa un moment infeliç amb ella desapareguda: és agredit per la dona, humiliat i ostracitzat. L'Evelyn rep la crida perquè s'està morint de disenteria. Ella l'enterra a la moda nativa; es treu la roba i passa pel ritual de la vídua: té el cap rapat, s'ennegreix tot de fang i es tanca en una gàbia, preparant-se per morir-se de gana. Carpenter li porta aigua i intenta alimentar-la i exercitar-la. Passen les setmanes i ella surt de la gàbia; Carpenter la cuida per recuperar-la i s'enamoren.
Van sentir a la ràdio l'atac a Pearl Harbor i van ser advertits de la imminent invasió japonesa. Els bombarders japonesos els arrosseguen fulletons, després un petit grup de soldats japonesos aterra, i els europeus segueixen l'evacuació prèviament concertada a la llum de la lluna. En Carpenter fa com si volgués marxar, després torna a doblar-se per romandre com a vigilant de la costa, executat com a espia si és atrapat.

És cap a l'any 1950. L'Evelyn havia pelegrinat a l'illa, recupera els seus quaderns i pregunta per Carpenter, però només sent rumors de la seva mort. Es publica el seu llibre In a Savage Land, i en la signatura d'un llibre algú posa un paquet sobre la taula. Conté la perla perfecta de Carpenter: ella surt corrents i finalment el troba, sense una cama però viu. La pel·lícula acaba amb un flashback al moment idíl·lic en què li va explicar la llegenda que una ostra de llavis daurats va predir una relació duradora.

## Concepte i producció
La idea de la pel·lícula es va originar en algunes fotografies que Bennett va trobar en un bagul deixat pel seu pare, que era un fotògraf de guerra australià a la zona als anys quaranta. Va llegir l'obra de Bronislaw Malinowski a les Illes Trobriand i va imaginar els seus protagonistes construint sobre la seva obra. La història va ser escrita per Bennett i la seva dona Jennifer; El doctor Wojciech Dabrowski va assessorar sobre aspectes antropològics de la història i Neil McDonald i Hank Nelson de l'ANU van ajudar amb la investigació històrica.
Bennett va decidir rodar la pel·lícula en localització als Trobriands, utilitzant centenars de locals com a extres, que li van prestar una autenticitat gairebé documental atractiva però amb un gran cost. Amb un pressupost d'uns 10 milions de dòlars, el 1999 va ser la pel·lícula australiana més cara fins aleshores.
La pel·lícula es va rodar durant sis setmanes a Papua Nova Guinea i dues setmanes a Adelaide.